# Lycorma olivacea
Lycorma olivacea är en insektsart som beskrevs av Kato 1929. Lycorma olivacea ingår i släktet Lycorma och familjen lyktstritar. Inga underarter finns listade i Catalogue of Life.